# I. Sándor moldvai fejedelem
I. Sándor, más néven I. (Mușat) Sándor (románul Alexandru cel Bun vagyis Jó Sándor), (1375 k. – 1432. január 1./3.), I. Roman fia, Moldva fejedelme volt 1400–1432 között.

## Uralkodása
Szövetségre lépett Havasalfölddel és Lengyelországgal a Magyar Királyság ellen, annak ellenére, hogy Zsigmond magyar király segítette a trónra lépésben. 1402-ben hűbéri esküt tett II. Ulászló lengyel királynak, majd ezt megújította 1404-ben, 1407-ben, 1411-ben és 1415-ben.
1418-ban 3000 örmény családot fogadott be Ázsiából, akik később Erdélybe telepedtek át. A cigányok is ekkor vándoroltak be tömegesebben Moldvába.
Eközben két csatában vett részt a Német Lovagrend ellen: 1410-ben Grünwaldnál és Malborknál, 1422-ben pedig egy újabb Német Lovagrend elleni hadjáratban. 1420-ban pedig a törökökkel ütközött meg Dnyeszterfehérvárnál. Többször beavatkozott a havasalföldi hatalmi harcokba is.

### Belső tevékenysége
Sándor létrehozta a „vajda tanácsát” és a hivatali kancellária intézményét, kiterjesztve ezáltal az állami bürokrácia rendszerét. Új adótörvényeket vezetett be, kiváltságokat osztott az ilyvói és krakkói kereskedőknek, megszervezte a fő kereskedelmi útvonalak védelmét, és kibővítette Dnyeszterfehérvár (ma Bilhorod-Dnyisztrovszkij) és Kilia kikötőket. Iskolákat, kolostorokat alapított.
Szerepe volt a moldvai ortodox egyház és a konstantinápolyi pátriárka közötti konfliktus elsimításában. Ő építtette a moldovițai és neamți kolostorokat, illetve a Radóci és Románvásári püspökségeket.

### Családja
Négy törvényes feleségétől és három szeretőjétől huszonnégy fia és tizenhét lánya született.
- Első felesége, Bánffy Margit[3] – akivel 1394 és 1400 között házasodott össze[3] – két gyermeket szült neki:
  - Roman[3] (? – 1432 körül)
  - Sándor[3] (? – 1432 körül)
- Második feleségétől, Podolszk-i Annától[3] (házasság 1405 körül) egy gyermeke lett:
  - I. Illés moldvai fejedelem (1409. július 20. – 1448. április 23.)
- Harmadik felesége, Litvániai Rymgajla, Kęstutis litván nagyfejedelem leánya nem szült gyermeket neki.
- Negyedik feleségét Marinának[3] hívták (házasság 1419[3]), és két gyermekük ismert:
  - II. Péter moldvai fejedelem[3] (? – 1449)
  - Chiajna[3] (? – 1479. május 7. után)
- Szeretője, Stanca[3] szült egy fiút:
  - II. István moldvai fejedelem[3] (? – 1447. július 13.)
- Törvénytelen gyermek volt, de édesanyja nem ismert:
  - III. Péter Áron moldvai fejedelem[3] (? – 1469)
- Még ismert név szerint egy gyermeke, ugyancsak nem ismert az édesanya:
  - Vaszilissza[3] (? – 1447 után) ∞[3] II. Vlad havasalföldi fejedelem (†1446)

## Fordítás
- Ez a szócikk részben vagy egészben az Alexandru cel Bun című román Wikipédia-szócikk ezen változatának fordításán alapul.  Az eredeti cikk szerkesztőit annak laptörténete sorolja fel. Ez a jelzés csupán a megfogalmazás eredetét és a szerzői jogokat jelzi, nem szolgál a cikkben szereplő információk forrásmegjelöléseként.